# DMute
dMute est un webzine musical, anciennement nommé InfraTunes. Il est constitué en association. Ce magazine s'intéresse aux musiques « alternatives », et traite de l'actualité des musiques électroniques, rock, hip-hop, dub, post-rock, et autres.

## Évolution du webzine
La mise en ligne d'Infratunes remonte au 6 août 2002. Début 2006, InfraTunes regroupe une description de 1451 groupes et 233 labels et une chronique de 2100 albums.
DMute collabore avec le Rézal 404 et anime une émission sur Radio 404, la radio du collectif.
En octobre 2006, Infratunes devient dMute et intègre à ses pages du contenu multimedia: Audio + Vidéo.

### Son forum
Le forum de dMute est particulièrement réputé pour abriter des débats animés. L'un des plus vifs disputait l'influence d'un groupe entre shoegazer et doyen (un dessinateur dont la fulgurance gagne à être connue). Après de cinglants échanges, il est apparu qu'en effet, Gang of four est un groupe peut-être sur-estimé , mais proposant à son époque une musique indéniablement inédite pour les jeunes.
Comme toute communauté, dMute compte son lot de boulet, entre autres, le célèbre Rhomb reconnu pour être massivement attaqué au niveau de son karma (atteignant désormais un record historique de -1163). Ce boulet était ce qu'on appelle un troll, on se souvient de ses joutes avec doyen (dessinateur super).

### Let It Bleep
Depuis 2005, l'équipe organise le festival Let It Bleep consacré aux musiques électroniques.
La première édition a eu lieu au Trabendo le 7 et 8 octobre 2005 et rassemblait de nombreux acteurs de la musique IDM: Intelligent dance music: Luke Vibert, Mu-Zic, Jackson, dDamage, Christian Fennez, Gangpol und Mit, Ecoplan, Ra, Langage Computer, des DJ de Seeds Records.